# زيتون كالاماتا
زيتون كَلَماتا أو قلماطة أو (نقحرة: كالاماتا) هو زيتون ارجواني كبير ناعم، ذو نسيج لحمي سُمي على مدينة قلماطة في جنوب بيلوبونيز، اليونان. يستخدم عادةً زيتونَ مائدة، وعادةً ما يُحتفظ بهِ في خل أو زيت زيتون.

## وصف
زيتون الكلماتا ينمو في كلماتا  بميسينيا وأيضًا في أماكن مجاورة للَكونية، وكلاهما يقعان في شبه جزيرة بيلوبونيز. حبة زيتون كلماتا تشبه اللوز، ممتلئة، وذات لون أرجواني غامق ينمو من شجرة يميزها عن غيرها من أشجار الزيتون حجم أوراق، التي تنمو مرتين أكثر من أشجار الأصناف الأخرى للزيتون. الأشجار قليلة الاحتمال للبرد وتكون عرضة للذبول الكبكوبي لكنها مقاومة لتدرن اغصان الزيتون ولذبابة ثمار الزيتون.
زيتون الكلماتا، والذي لا يمكن جنيه وهو أخضر، ينبغي أن يتم جنيه باليد من أجل تجنب الكدمات على ثمرة الزيتون

## التحضير
يوجد إسلوبان لإعداد زيتون الكلماتا، يعرفان بالأسلوب الطويل والقصير. الأسلوب القصير يقضي بإزالة مرارته بنقع الزيتون في ماء أو ماء أجاج مخفف لنحو أسبوع. ثم يقومون بتعبئته في محلول ملحي وخل مع طبقة من زيت الزيتون وشريحة من الليمون أعلاه. وعادةً ما يُحدث شق في ثمرة الزيتون لتقليل وقت المعالجة. الأسلوب الطويل يتضمن شق الزيتون ووضعهم في ماء مملح من أجل إزالة مرارته، هذه العملية يمكنها أن تأخذ وقتًا طويل يصل لثلاثة أشهر. وتبقى مستويات من البوليفينول في الزيتون حتى بعد معالجتها، ما يمنحها بعض المذاق المر قليلاً.